# Jaume Martí i Farrés
Jaume Martí i Farrés (El Prat de Llobregat, Barcelona, 28 de diciembre de 1975) es un montador y editor de cine español. Estudió en la ESCAC - Escuela Superior de Cine y Audiovisuales de Cataluña, donde se graduó con la primera promoción en 1998. Debutó como montador de cortometrajes en 1999 y en 2002 realizó esa labor en el largometraje Lisístrata y el telefilme Muñecas rusas.

## Trayectoria profesional
Ganó el premio al mejor montaje en los IV Premios Barcelona de Cine 2006 por Frágiles y fue nominado a los V Premios Barcelona de Cine 2007 por Yo soy Juani . En 2008 se alzó con el Premios Gaudí al mejor montaje por Transsiberian. La consagración le llegaría por  Un monstruo me viene a ver (2016) de Juan Antonio Bayona, con la que ganó, junto con Bernat Vilaplana, el Goya al mejor montaje 2017, el Gaudí al mejor montaje y la Medalla del CEC al mejor montaje, otorgado por el Círculo de Escritores Cinematográficos. Repitió con el mismo director en La sociedad de la nieve, con el que obtuvo, junto a Andrés Gil, el Premio Goya al Mejor montaje 2024.
De forma paralela, también ha trabajado como montador en capítulos de series de televisión, de TV3, Àngels i Sants (2006), Benvinguts a la família (2018), Cites (2022), de TVE, Los misterios de Laura (2009), de Mediaset, Sé quién eres (2017), de Movistar+ Plus, La línea invisible (2020) junto a Pablo Mas y Todos mienten (2022-2023), y de Filmin, Doctor Portuondo (2021). También en ficciones internacionales como  Penny Dreadful (2014) y Criminal: França (2019). En 2023 inició la grabación de Dieciocho, serie coproducida por RTVE, À Punt Mèdia e IB3.

## Filmografía
Cine
- Lisístrata (2001)
- Nines russes (2002)
- Cámara oscura (2003)
- Frágiles (2005)
- Yo soy la Juani (2005)
- Transsiberian (2008)
- El truco del manco (2008)
- Héroes (2010)
- Di Di Hollywood (2010)
- Alacrán enamorado (2013)
- Un monstruo viene a verme (2016)
- Contratiempo (2016)
- Durante la tormenta (2018)
- La sociedad de la nieve (2023)

Televisión
- Los misterios de Laura (2009, TVE)
- Polseres vermelles (2011, TV3)
- Penny Dreadful (2014, Showtime)
- Sé quién eres (2017, Mediaset)
- El crac (2017, TV3)
- Félix (2018, Movistar+)
- Benvinguts a la família (2018, TV3, 3 episodios)
- Criminal: França (2019, Canal+ Francia)
- La línea invisible (2020, Movistar+ Plus, 6 episodios)
- Doctor Portuondo (2021, Filmin, 6 episodios)
- El Señor de los anillos. Los anillos del poder (2022, 2 episodios)
- Cites (2022, TV3, 2 episodios)
- Todos mienten (2022-2023, Movistar+ Plus, 7 episodios)
- Dieciocho (2023-2024, TVE, Ib3, À Punt)

## Premios
Medallas del Círculo de Escritores Cinematográficos
| Año  | Categoría     | Película                | Resultado |
| ---- | ------------- | ----------------------- | --------- |
| 2023 | Mejor montaje | La sociedad de la nieve | Ganador   |